# Österreichische Höhlenrettung

Logo der Österreichischen Höhlenrettung

Die Österreichische Höhlenrettung zählt zu den österreichischen Rettungsorganisationen mit speziellen Rettungsaufgaben. Wie alle Rettungsdienste sind sie nach den jeweiligen Landesgesetzen ihrer Standorte organisiert. Die einzelnen nach dem Vereinsgesetz organisierten Landesverbände sind in einem Bundesverband zusammengefasst.

## Organisation und Aufgaben
Die Aufgabe dieser Höhlenrettung ist es

„Aufgabe des besonderen Rettungsdienstes ist es, den abseits des öffentlichen Straßennetzes
in unwegsamen, insbesondere alpinen Gelände (Bergrettung), den in Höhlen oder
höhlenähnlichen Hohlräumen wie Bergwerken oder Erdställen (Höhlenrettung)
Verunglückten, Vermissten, Erkrankten oder sonst in Not Geratenen zu helfen, sie zu suchen,
zu versorgen, zu bergen und abzutransportieren, sowie bei Anforderung Behörden bzw.
andere Organisationen zu unterstützen und gegebenenfalls gemeinsame Einsätze
durchzuführen.“

Die Alarmierung für das gesamte Bundesgebiet übernimmt die 144 Notruf Niederösterreich, die aus ganz Österreich unter der Notrufnummer 0 26 22/144 direkt erreichbar ist. Aber auch über die anderen Rettungsnotrufe 144 oder den Alpinnotruf 140 kann ebenso wie über den Euronotruf 112 alarmiert werden, da die anderen empfangenden Einsatzleitstellen die Alarmierung entsprechend weitergeben.
Als Verbindungsmittel verwendet die Höhlenrettung hauptsächlich das Funknetz der Bergrettung und soll in Zukunft auch in das Funksystem der BOS in Österreich mit aufgenommen werden, was zum Teil, wie beispielsweise in Niederösterreich, wo das Netz flächendeckend errichtet wurde, schon geschehen ist.
Die Ausbildung der Mitglieder, die nur ehrenamtlich mitarbeiten, erfolgt in den einzelnen Stützpunkten und wird in den Landesverbänden nur koordiniert. Allerdings gibt es bedingt durch die Anzahl von Höhlen nicht in allen Bundesländern Landesverbände, sondern nur in (Stand 2018):
| Bundesland       | Retter | Einsatzstellen (Standorte)                                    |
| ---------------- | ------ | ------------------------------------------------------------- |
| Kärnten          | 35     | Villach, Klagenfurt                                           |
| Niederösterreich | 47     | NÖ-West, Neunkirchen, Wien                                    |
| Oberösterreich   | 80     | Linz, Sierning, Gmunden, Ebensee, Hallstatt-Obertraun         |
| Salzburg         | 60     | Salzburg                                                      |
| Steiermark       | 56     | Bad Mitterndorf, Eisenerz, Graz, Mürztal, Schladming, Zeltweg |
| Tirol            | 25     | Tirol                                                         |

Die Finanzierung erfolgt größtenteils aus Subventionen der Bundesländer sowie teilweise aus Kostenvergütungen nach Einsätzen. Das Spendenaufkommen hingegen ist durch den nicht so breiten Bekanntheitsgrad minimal.
Wie zu Beginn arbeitet die Höhlenrettung eng mit den verschiedenen Höhlenforschungsvereinen zusammen, da Rettungen oft nur durch die neuesten Ortskenntnisse und aktuellem Kartenmaterial ermöglicht werden. Dementsprechend rekrutieren sich die Mitglieder der Höhlenrettung aus diesen Vereinen.

## Entstehung
Die Höhlenrettung entstand in den 1960er Jahren, wobei sich da der Einsatzbereich meist auf Kameradenrettung innerhalb der verschiedenen Höhlenforschergruppen bezog, da es den Höhlentourismus in der heutigen Form nicht gab. So bestand in Kärnten ein Einsatzplan zur Höhlenrettung seit 1967. Als Personen der ersten Stunde wären Hermann Kirchmayr, Edith Bednarik, Günther Gsenger zu nennen. Anfangs gab es auch keinerlei Subventionierung, sodass vieles an notwendigen Ausrüstungsgegenständen aus ausgeschiedenen und selbstgefertigten Stücken bestand.
Während sich die Höhlenrettung anfangs auch um die Alarmierung kümmern musste, wird diese heute durch verstärkte Zusammenarbeit mit anderen Einsatzorganisationen teilweise von diesen übernommen. Durch die inzwischen laufende Subventionierung ist es auch möglich, auf standardisierte und geprüfte Ausrüstung zurückzugreifen.